# Brisinga variispina
Brisinga variispina är en sjöstjärneart som beskrevs av Ludwig 1905. Brisinga variispina ingår i släktet Brisinga och familjen Brisingidae. Inga underarter finns listade i Catalogue of Life.